# Benjamin Roxburgh-Smith
Benjamin Roxburgh-Smith (ur. 10 kwietnia 1894 w Lee, zm. 1951 w Rzymie) – angielski as myśliwski okresu I wojny światowej z 22 zestrzelonymi samolotami wroga. pionier lotnictwa cywilnego w południowej Afryce.
Benjamin Roxburgh-Smith pomimo ukończenia 30 lat po wybuchu wojny zgłosił się na ochotnika do armii. 12 sierpnia 1916 roku został przeniesiony do Royal Flying Corps. Po przejściu szkolenia z pilotażu został skierowany do No. 60 Squadron RAF. W 1917 roku został ranny w wypadku lotniczym, po powrocie do służby przeszedł szkolenie z pilotażu samolotów myśliwskich i na początku 1918 roku został skierowany do walczącej we Francji słynnej już eskadry myśliwskiej No. 74 Squadron RAF.
Pierwsze  zwycięstwo powietrzne odniósł 12 kwietnia 1918 roku nad niemieckim samolotem Albatros D.V.
Piąte zwycięstwo dające mu tytuł asa odniósł 26 maja. Do końca wojny zestrzelił lub uszkodził łącznie 22 samoloty niemieckie.
Po zakończeniu wojny w 1920 roku Benjamin Roxburgh-Smith wyemigrował do Rodezji. Przez kilka lat zajmował się rolnictwem w pobliżu drugiego co do wielkości miasta Bulawayo. We wrześniu 1926 roku sprzedał farmę i powrócił do Anglii, gdzie uzyskał licencję pilota cywilnego. W czerwcu 1927 roku powrócił do Afryki i został zatrudniony jako drugi pilot w Aircraft Operating Company. Następnie uzyskał licencję pilota zawodowego w Pretorii. W lutym 1929 roku ponownie powrócił do Anglii. Po krótkim pobycie w kraju został zatrudniony w Cobham/Blackburn Air Lines w celu otworzenia i rozwoju cywilnych linii lotniczych pomiędzy Kairem a Kapsztadem. Benjamin Roxburgh-Smith został jednym z wicedyrektorów firmy. Z pracy zrezygnował w maju 1931 roku i w czerwcu powrócił do Wielkiej Brytanii.
1 maja 1940 roku 55-letni Benjamin Roxburgh-Smith został ponownie powołany do służby wojskowej.
Powojenne losy Benjamina Roxburgh-Smitha nie są znane.
Był odznaczony między innymi:
- Distinguished Flying Cross and Bar[3]
- belgijski Croix de Guerre (1914-1918)[4].